# Nyan Cat
Nyan Cat är en Youtube-video som laddades upp 5 april 2011 och som blev till ett internetfenomen.
Låten i videon heter ”Nyanyanyanyanyanyanya!” och lades upp av användaren ”daniwell” på den japanska videosajten Niconico 25 juli 2010. Nya betyder ”mjau” på japanska. Efter det gjordes en cover på låten som sjungs av japanska Momoko Fujimoto och mixades i musikprogrammet Utau. GIF-animationen i videon föreställer en katt som springer i rymden med en regnbåge och skapades i början april 2011 av Christopher Torres från Dallas. GIF:en lades ut på Torres webbplats LOL Comics. Han har uppgett att han var inspirerad av sin egen katt när han skapade animationen. Videon blev komplett när användaren ”saraj00n” slog ihop musiken med GIF:en och 5 april 2011 lade ut videon på Youtube, då med namnet Nyan Cat. Klippet fick en miljon tittare på två veckor och blev snabbt ett internetfenomen.
I juni 2011 togs videon bort från Youtube efter att en person som påstod sig vara Christopher Torres (men inte var det) sade sig ha rättigheterna till innehållet. Dagen efter lades videon ut igen och då gjordes det klart att Torres ägde katten, ”daniwell” ägde låten och ”saraj00n” ägde videon. Video har visats över 160 miljoner gånger (i maj 2019) och har dragit in stora summor till skaparna. Torres har bland annat stämt Warner Bros för att ha använt Nyan Cat i ett program och vann rättstvisten. År 2011 var Nyan Cat den femte mest sedda videon på Youtube.